# Regiunea Midtjylland
Regiunea Midtjylland (Iutlanda de Mijloc) este o regiune în Danemarca formată în urma reformei ce a intrat în vigoare la 1 ianuarie 2007. Constă din fostele amter Ringkjøbing Amt, aproape tot Århus Amt, sudul Viborg Amt și nordul Vejle Amt .

## Comunele constituente
- Comuna Aarhus
- Comuna Favrskov
- Comuna Hedensted
- Comuna Herning
- Comuna Holstebro
- Comuna Horsens
- Comuna Ikast-Brande
- Comuna Lemvig
- Comuna Norddjurs
- Comuna Odder
- Comuna Randers
- Comuna Ringkøbing-Skjern
- Comuna Samsø
- Comuna Silkeborg
- Comuna Skanderborg
- Comuna Skive
- Comuna Struer
- Comuna Syddjurs
- Comuna Viborg

1. ↑  Q76962527[*] Verificați valoarea |titlelink= (ajutor)